# Rammu
Rammu (deutsch Rammo, schwedisch Ramö) ist eine estnische Insel in der Ostsee, gelegen im Finnischen Meerbusen.

## Beschreibung
Rammu gehört verwaltungsmäßig zur Gemeinde Jõelähtme im Kreis Harju. Die Größe der Insel beträgt 1,0256 km² mit einer Länge von ca. 3,5 km. Rammu liegt bis zu 3,4 m über dem Meeresspiegel. Wie die meisten Inseln der Umgebung ist Rammu steinig, stellenweise finden sich aber auch Sandflächen. Rammu ist besonders für zahlreiche Findlinge bekannt.

## Geschichte
Über die erste Besiedelung der Insel fehlen genaue Angaben. 1570 wurde die Insel als holm Ramboe erwähnt. Wahrscheinlich war sie seit Beginn des 18. Jahrhunderts von ethnischen Schweden bewohnt. Später wurden drei Mühlen auf Rammu verzeichnet. Die Menschen lebten vom Fischfang, aber auch vom Schmuggel. Seit 1920 war eine Schule auf Rammu tätig. 1950 wurden die ca. 100 verbliebenen Einwohner durch die sowjetische Besatzungsmacht von der Insel vertrieben. Von den einst 22 Gehöften am Südstrand der Insel sind heute nur noch Ruinen erhalten. Auf der Insel befinden sich noch zwei Leuchttürme, die heute außer Betrieb sind.

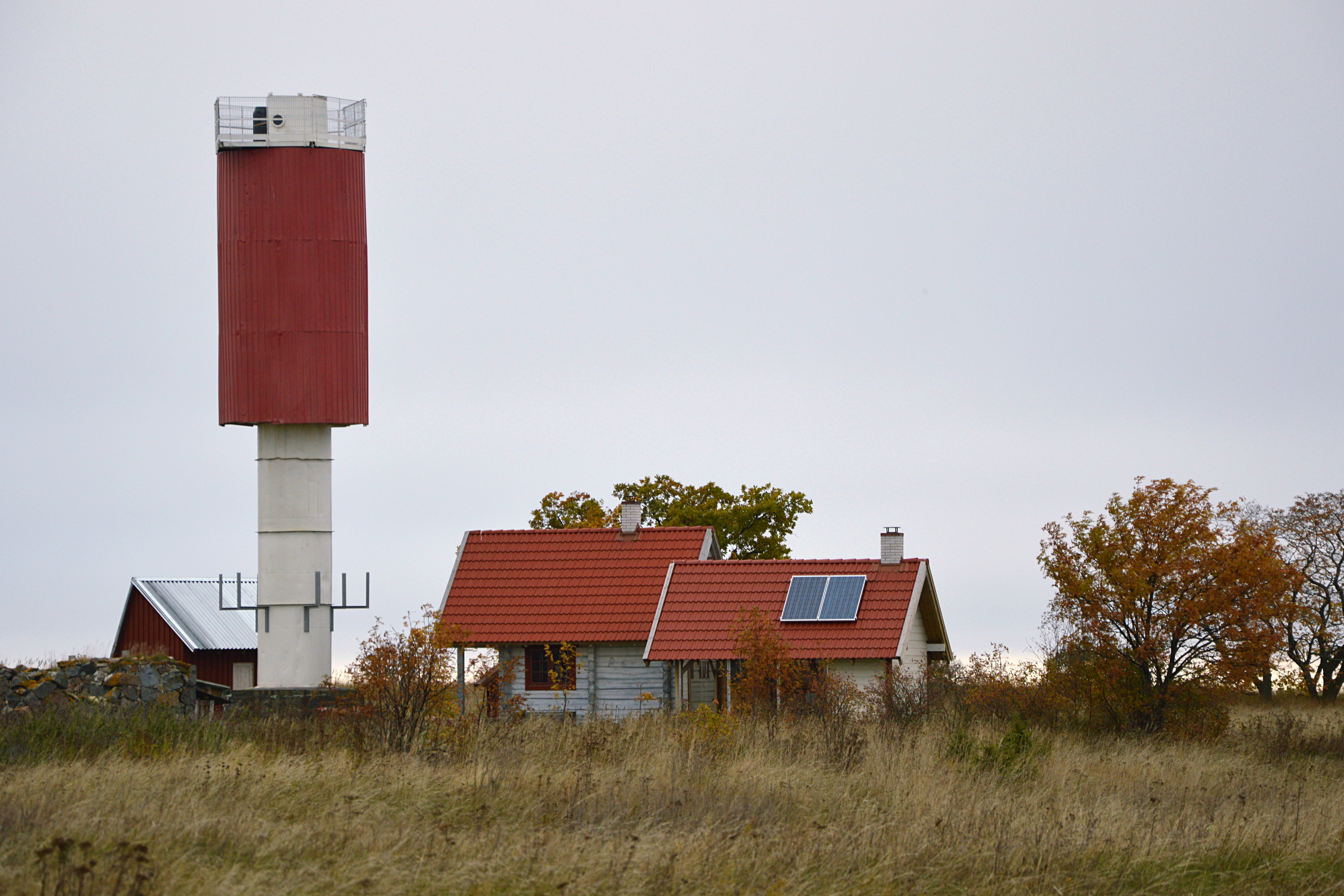
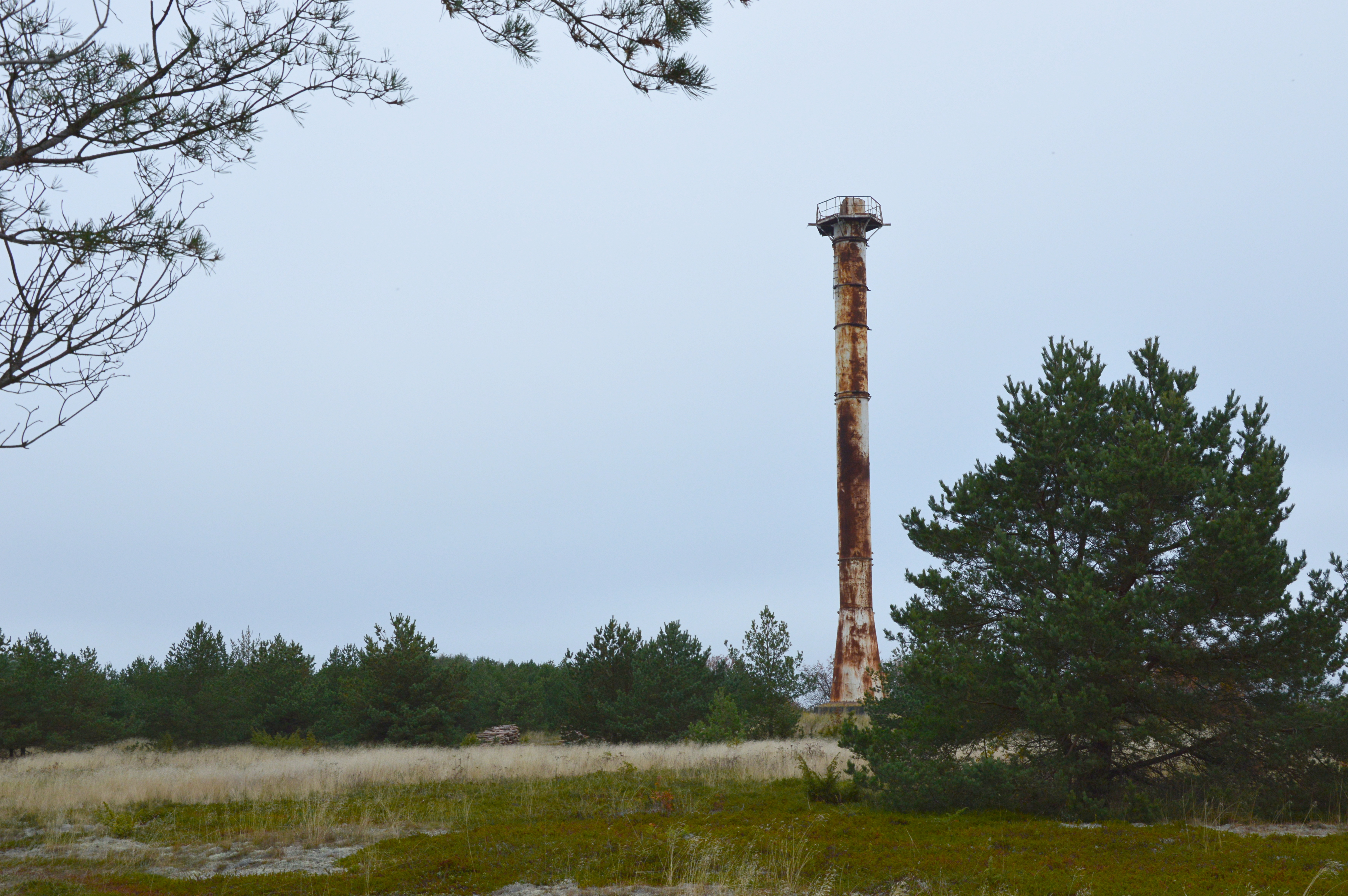
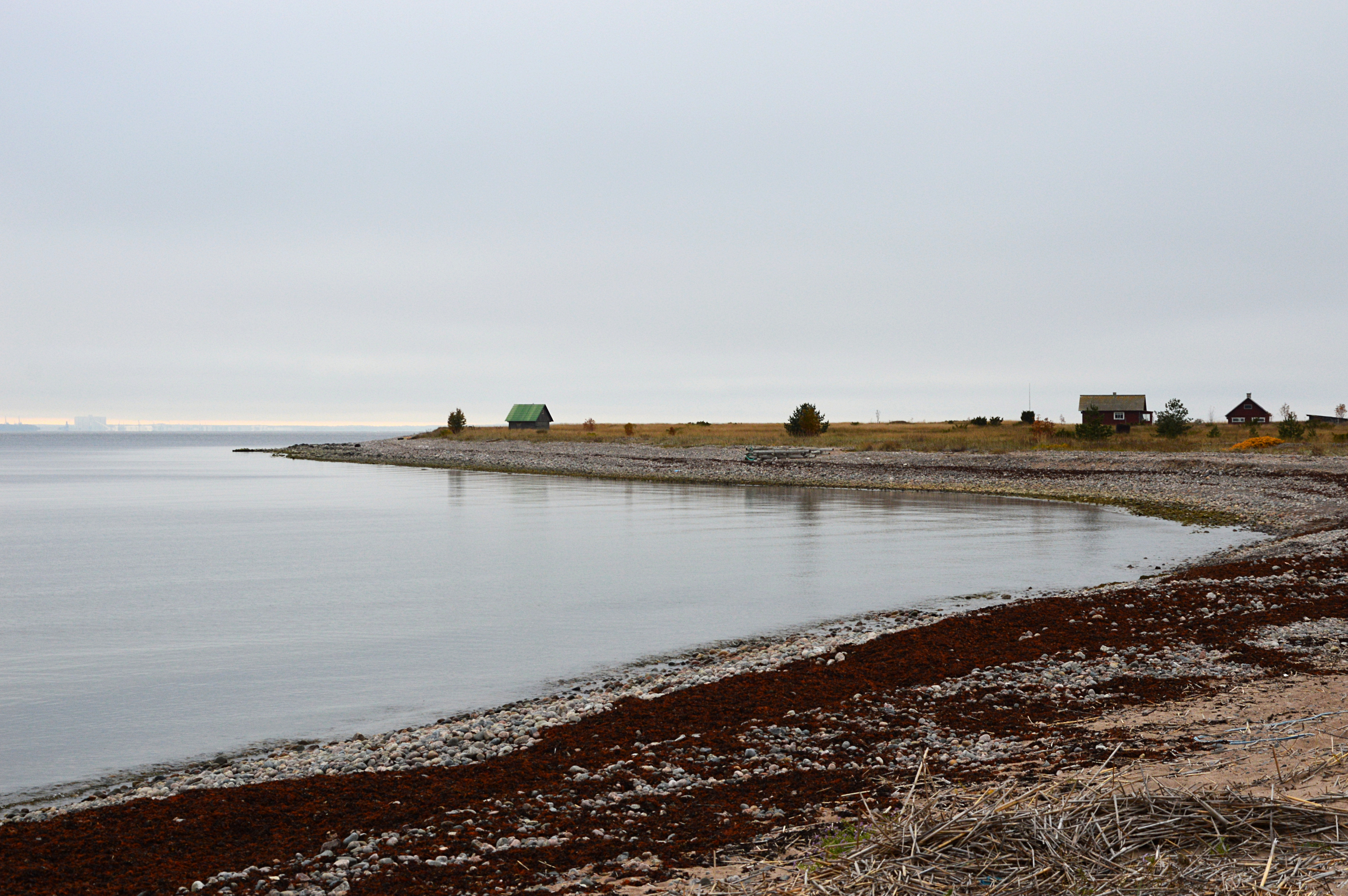

## Weitere Inseln
Weitere Inseln in der Nähe von Rammu sind Kudusäär, Ninaotsanukk und Vesisäär.